# Antonio Cortés Heredia
Antonio Cortés Heredia (Màlaga, Andalusia, 16 d'abril de 2000), més conegut com a Antoñín, és un futbolista espanyol. Juga de davanter i el seu equip és el Gimnàstic de Tarragona de la Primera Federació.

## Trajectòria
Antoñín va debutar com a futbolista sènior al Centro de Deportes El Palo, club on va ser cedit pel Club Atlético Malagueño, el filial del Màlaga CF el 2018, després d'haver passat pel planter del club malagueny i la del Schalke 04.
El seu primer gol el va marcar l'11 de març de 2018, enfront del CD Huétor Tájar.
Durant la temporada 2019-20 es va convertir en un jugador habitual en la plantilla del Màlaga C., debutant com a futbolista professional el 21 de setembre de 2019 en un partit de Segona Divisió enfront de l'Albacete Balompié. El 12 d'octubre de 2019 va fer el seu primer gol com a professional, en una derrota per 1-2 enfront del Cadis CF I en total va fer 4 gols amb el club malagueny.
El 24 de febrer de 2020 va deixar el Màlaga CF per a fitxar pel Granada CF Va debutar amb el seu nou equip el 5 de març, en la volta de les semifinals de la Copa del Rei enfront de l'Athletic Club, mentre que el seu debut en Primera Divisió no va arribar fins al 12 de juny d'aquest mateix any, en un partit enfront del Getafe CF, amb victòria per 2-1 per al Granada, pel fet que la competició va estar parada durant tres mesos per la pandèmia de coronavirus de 2020.
L'1 d'octubre de 2020 es va fer oficial la seva incorporació al Rayo Vallecano per una temporada en qualitat de cedit. Quan aquesta va finalitzar va tornar al Granada C. F., que a l'agost de 2021 el va tornar a cedir, en aquesta ocasió al Màlaga C. F. Va acumular una tercera cessió en la temporada 2022-23, sent el Vitória SC el seu nou destí. Aquest va durar menys del que es preveu, ja que el mes de gener es va cancel·lar per a completar la campanya en l'Anorthosis Famagusta.
El 28 d'agost de 2023 va arribar a un acord per a desvincular-se de l'entitat nassarita i el mateix dia va fitxar pel Club Deportivo Lugo. Com l'equip no va aconseguir ascendir, el següent mes de juliol va activar una clàusula d'alliberament i va signar per dos anys amb el Gimnàstic de Tarragona.

## Estadístiques
| Club                             | Div.       | Temporada  | Lliga   | Lliga | Copes nacionals | Copes nacionals | Copes internacionals | Copes internacionals | Total   | Total |
| Club                             | Div.       | Temporada  | Partits | Gols  | Partits         | Gols            | Partits              | Gols                 | Partits | Gols  |
| -------------------------------- | ---------- | ---------- | ------- | ----- | --------------- | --------------- | -------------------- | -------------------- | ------- | ----- |
| CD El Palo · Espanya             | 3.ª        | 2017-18    | 15      | 6     | —               | —               | —                    | —                    | 15      | 6     |
| CD El Palo · Espanya             | Total club | Total club | 15      | 6     | 0               | 0               | 0                    | 0                    | 15      | 6     |
| Atlético Malagueño · Espanya     | 2.ª B      | 2018-19    | 12      | 0     | —               | —               | —                    | —                    | 12      | 0     |
| Atlético Malagueño · Espanya     | 3.ª        | 2019-20    | 4       | 1     | —               | —               | —                    | —                    | 4       | 1     |
| Atlético Malagueño · Espanya     | Total club | Total club | 16      | 1     | 0               | 0               | 0                    | 0                    | 16      | 1     |
| Málaga CF · Espanya              | 2.ª        | 2019-20    | 22      | 4     | 0               | 0               | —                    | —                    | 22      | 4     |
| Granada CF · Espanya             | 1a         | 2019-20    | 8       | 1     | 1               | 0               | —                    | —                    | 9       | 1     |
| Granada CF · Espanya             | Total club | Total club | 8       | 1     | 1               | 0               | 0                    | 0                    | 9       | 1     |
| Rayo Vallecano · Espanya         | 2.ª        | 2020-21    | 28      | 6     | 3               | 1               | —                    | —                    | 31      | 7     |
| Rayo Vallecano · Espanya         | Total club | Total club | 28      | 6     | 3               | 1               | 0                    | 0                    | 31      | 7     |
| Málaga C. F. · Espanya           | 2.ª        | 2021-22    | 30      | 3     | 1               | 0               | —                    | —                    | 31      | 3     |
| Málaga C. F. · Espanya           | Total club | Total club | 52      | 7     | 1               | 0               | 0                    | 0                    | 53      | 7     |
| Vitória S. C. · Portugal         | 1a         | 2022-23    | 3       | 0     | 1               | 0               | 2                    | 0                    | 6       | 0     |
| Vitória S. C. · Portugal         | Total club | Total club | 3       | 0     | 1               | 0               | 2                    | 0                    | 6       | 0     |
| Anorthosis Famagusta · Xipre     | 1a         | 2022-23    | 18      | 4     | 3               | 1               | ―                    | ―                    | 21      | 5     |
| Anorthosis Famagusta · Xipre     | Total club | Total club | 18      | 4     | 3               | 1               | 0                    | 0                    | 21      | 5     |
| CD Lugo · Espanya                | 1a F       | 2023-24    | 36      | 3     | 3               | 0               | ―                    | ―                    | 39      | 3     |
| CD Lugo · Espanya                | Total club | Total club | 36      | 3     | 3               | 0               | 0                    | 0                    | 39      | 3     |
| Gimnàstic de Tarragona · Espanya | 1a F       | 2024-25    | 0       | 0     | 0               | 0               | ―                    | ―                    | 0       | 0     |